# ابراکادابرا (ترانه لیدی گاگا)
«ابراکادابرا» (انگلیسی: Abracadabra) ترانه‌ای از لیدی گاگا، خواننده-ترانه‌سرای، آمریکایی است. این ترانه در ۳ فوریه ۲۰۲۵ از طریق اینترسکوپ رکوردز به عنوان دومین تک‌آهنگ از هشتمین آلبوم استودیویی گاگا، میهم (۲۰۲۵)، منتشر شد. سبک دنس پاپ و عناصر بصری سینمایی این ترانه با آثار گذشتهٔ گاگا مقایسه شده است. موزیک ویدیوی این ترانه در شصت و هفتمین مراسم سالانه جوایز گرمی به نمایش درآمد.

## ساختار
این ترانه اثری دنس پاپ و الکتروپاپ با تأثیراتی از الکترونیک و هاوس است. همچنین ضرب‌آهنگ تپنده، سینث‌های هیپنوتیزمی و صدایی دراماتیک دارد که یادآور ترانه‌های اولیهٔ گاگا است. برخی از روزنامه‌نگاران سبک آن را با دوره‌های هیولای شهرت (۲۰۰۹) و کروماتیکا (۲۰۲۰) مقایسه کرده‌اند، و لحن تاریک و نمایشی دارد. در بخشی از «ابراکادابرا» ملودی ترانهٔ «Sellbound» اثر سوزی اند د بنشیز به کار رفته است. به گفتهٔ ورایتی، «ابراکادابرا» ترانه‌ای رقص با تمپوی سریع است.
در سرتاسر ترانه، از عبارت آبراکادابرا برای نشان دادن جادو استفاده می‌شود و در آن از یک «بانوی سرخ‌پوش» یاد شده که گاگا آن را نمادی از «هر چیزی که شما را به چالش می‌کشد و باعث می‌شود بپرسید که آیا می‌توانید بر آن غلبه کنید» توصیف کرده است. او همچنین توضیح داد: «از بسیاری جهات، این ترانه راجع به این است که چگونه با آن چالش در درون خود کنار بیایید، و اغلب، دنیای اطراف ما نیز می‌تواند آن را منعکس کند. می‌خواستم این سؤال را بررسی کنم: 'به جای اینکه همیشه فقط دوام بیاورید، چه حسی دارد که شکوفا شوید؟'».

## پخش
مدت کوتاهی پس از اینکه گاگا در ۲۷ ژانویه ۲۰۲۵ اعلام کرد که آلبوم استودیویی بعدی‌اش با نام میهم منتشر خواهد شد، مشخص گردید که او تک‌آهنگ و ویدیوی جدیدی را در طول شصت و هفتمین دوره جوایز سالانه گرمی در ۲ فوریه به نمایش خواهد گذاشت.

## بازخورد نقادانه
«ابراکادابرا» پس از انتشار نقدهای مثبتی دریافت کرد و منتقدان به تولید، انرژی و بند برگردانِ جذاب آن تأکید کردند. بسیاری آن را با آثار اولیه گاگا مقایسه کردند و به تأثیر آن از دنس-پاپ اواخر دهه ۲۰۰۰ و همچنین ادامه صداهای الکترونیکی تاریکی که در «بیماری» کاوش شد اشاره کردند. لاریشا پل از رولینگ استون خاطرنشان کرد که گاگا «همیشه از دانش خود در مورد تاریخ موسیقی استفاده می‌کند» و این آهنگ را «ویترینی از بازگشت او به پاپ تاریک که ادای احترام به تأثیراتی است که زندگی حرفه‌ای او را شکل داده است» توصیف کرد.

## عملکرد تجاری
در روز انتشار، «ابراکادابرا» ۴٫۹۲ میلیون استریم در اسپاتیفای داشت که بیشترین رقم انفرادی گاگا در این پلتفرم بود. در ۸ فوریه، این ترانه با ۸٫۴۵ میلیون استریم به رتبه دوم جدول اسپاتیفای جهانی رسید.
در بریتانیا، «ابراکادابرا» پس از تنها چهار روز پیگیری فروش، در رتبه ششم جدول تک‌آهنگ‌های بریتانیا قرار گرفت و هفدهمین ترانه گاگا بود که در میان ده رتبهٔ برتر جدول این کشور قرار گرفت.

## موزیک ویدیو

### ساخت
موزیک ویدیو «ابراکادابرا» توسط گاگا در کنار پاریس گوبل و بتانی وارگاس کارگردانی شده است. یک تیزر تقریباً کامل همراه با مسترکارت در شصت و هفتمین دوره جوایز سالانه گرمی به نمایش درآمد و بعداً روی پلتفرم‌های خواننده منتشر شد. گاگا توضیح داد که خلق مفهوم ویدیو پس از فیلمبرداری موزیک ویدیوی ترانهٔ «بیماری» آغاز شد. فرایند خلاقانه، آماده‌سازی صحنه و تمرین‌ها تقریباً سه هفته به طول انجامید، در حالی که تصویربرداری طی دو روز در استودیویی در سانتا مونیکا در اوایل دسامبر ۲۰۲۴ انجام شد. چندین لباس سفید از لباس‌های عروسی قدیمی، پارچه‌های بدون خریدار و منسوجات دورریخته‌شدهٔ پروژه‌های قبلی او برای این ویدیو استفاده شدند.